# Сап'ян
Сап'я́н (перс. saxtyan (saxt — міцний) — фарбована тонка, м'яка шкіра найрізноманітніших кольорів — продукується із козячих (рідше овечих, телячих, лошачих) шкір шляхом дублення рослинними екстрактами. Використовується для святкового взуття, пасків, обтягування меблів, футлярів, палітурок.
Сап'яник — ремісник, що шиє і ремонтує чоботи з сап'яну.